# Nils Henrik Pinello
Nils Henrik Pinello, född 17 augusti 1802 i Åbo, död 9 september 1879 i Åbo, var en finlandssvensk skribent. Han var sonson till karolinen Giovanni Battista Pinello (född 1682 i Genua, antagen i svensk tjänst 1698, naturaliserad svensk adelsman 1751, död 1775 på Ramneberg i Bohuslän med överstelöjtnants grad).
Pinello blev 1817 student vid Kejserliga Akademien i Åbo och 1823 filosofie magister där, avlade 1820 hovrätts- och bergsexamen vid Uppsala universitet samt ägnade sig därefter åt affärsverksamhet, i synnerhet bruksrörelse. 1842–1856 var han tillförordnad och 1856–1865 ordinarie sekreterare vid Finska hushållningssällskapet. Han utgav 1849 "Tidning för landtbrukare och näringsidkare" och redigerade 1836–1847 samt 1853–1856 "Åbo Tidningar". Under signaturen "Kapten Puff" utgav han åtskilliga skisser: Puffens kalender med benägna bidrag (två häften, 1869, 1870) samt Små berättelser och tidsbilder (fem häften, 1866–1878), som innehåller karakteristiska teckningar ur livet i Finland, i synnerhet från Åbo före branden 1827 och från studentlivet i Åbo. Han var även verksam för teatern som översättare, bearbetare och textförfattare. Pinello tog initiativ till byggandet av Åbo Teaterhus, som öppnades 21 januari 1839 och är Finlands äldsta. Han grundade även Restaurant Pinellan. År 1872 utgav han en finländsk adelskalender.
1991 började skådespelaren Riko Eklundh göra guidade turer i Åbo Teaterhus (nuvarande Åbo Svenska Teater) i Pinellos gestalt. I skepnad av teaterns initiativtagare gjorde Eklundh över 200 föreställningar. Eklundh återupptog dessa visningar 2017.

### Utgivare
- Puffens kalender / med benägna bidrag utgifven af N.H. Pinello. Åbo: G. W. Wilén. 1868. Libris 8sfc4zhv6z4r9jhl. https://litteraturbanken.se/författare/PinelloNH/titlar/PuffensKalender/info